# دانيال روث
دانيال روث (بالفرنسية: Daniel Roth)‏ هو معلم موسيقى وملحن فرنسي، ولد في 31 أكتوبر 1942 في ميلوز في فرنسا.

## وصلات خارجية
- الموقع الرسمي
- دانيال روث على موقع ميوزك برينز (الإنجليزية)
- دانيال روث على موقع أول ميوزيك (الإنجليزية)
- دانيال روث على موقع ديسكوغز (الإنجليزية)